# Matt Stites
Matthew Steven "Matt" Stites, född den 28 maj 1990 i Festus i Missouri, är en amerikansk professionell basebollspelare (pitcher) som spelade för Arizona Diamondbacks i Major League Baseball (MLB) 2014–2015. På collegenivå spelade han för Jefferson College i Missouri och University of Missouri.

### Webbkällor
- ”Matt Stites Stats” (på engelska). ESPN. http://www.espn.com/mlb/player/stats/_/id/32614/matt-stites. Läst 11 augusti 2019.
- ”Matt Stites Statistics and History” (på engelska). Baseball-Reference.com. https://www.baseball-reference.com/players/s/stitema01.shtml. Läst 11 augusti 2019.